# JBLトーナメント
JBLトーナメントは、1996年と1997年に開催されたバスケットボール日本リーグ機構（JBL）主催のカップ戦である。

## 概略
バスケットボール日本リーグ機構の発足を記念して新設。これに伴いそれまで日本リーグのチームが参加していた全日本実業団選手権からは引き上げることになった。
シーズン開幕前の賞金大会（第1回500万円・第2回300万円）としてノックアウトトーナメントにより争われた。
しかしわずか2回で終了。

## 歴代の優勝チーム
| 年     | 優勝チーム           |
| ------ | -------------------- |
| 1996年 | NKKシーホークス      |
| 1997年 | 東芝レッドサンダース |